# Fator de impacto
Fator de impacto (abreviado FI, do inglês: Impact Factor) é um método bibliométrico para avaliar a importância de periódicos científicos em suas respectivas áreas. Uma medida que reflete o número médio de citações de artigos científicos publicados em determinado periódico (método científico de comprovação da veracidade das informações), criado por Eugene Garfield (fundador do Institute for Scientific Information - ISI e da base Science Citation Index - SCI, hoje parte Thomson Reuters), em que os de maior FI são considerados mais importantes.
Desde 1972, o fator de impacto é calculado anualmente para os periódicos indexados ao "Instituto de Informação Científica" (do inglês: Institute for Scientific Information - ISI) e, depois, publicado no "Relatório de Citações de Periódico" (do inglês: Journal Citation Reports - JCR), também da empresa Thomson Reuters.

## A base bibliográfica
Somente os periódicos na base do Instituto de Informação Científica são considerados para o cálculo do fator de impacto internacional. Para que uma produção seja inserida nesta base bibliográfica ele deve reunir requisitos como:
- Pontualidade de publicação;
- Cumprimento das normas internacionais de editoração: título informativo, correção das referências citadas, informações completas dos autores, conter título, resumo e descritores em inglês, e processo de revisão por pares.

O critério de seleção é rigoroso, uma vez que o Instituto tem o compromisso de oferecer cobertura completa da qualidade dos periódicos mais importantes e influentes do mundo para atualização de informações. Considera-se que os trabalhos científicos mais importantes são publicados em relativamente poucos periódicos.
Os dados referenciais e estatísticos de uso de citações (incluindo o fator de impacto) começaram a ser calculados para avaliação da produção científica feita na América Latina e Caribe, há cerca de quatro anos, pela "Biblioteca Eletrônica Científica Online" (do inglês Scientific Eletronic Library Online - SciELO) que agrega periódicos de diferentes áreas do saber. Para ser incluído na coleção SciELO, o periódico passa por um processo seletivo que contempla os requisitos das normas internacionais de editoração e a indexação do periódico em bases de dados internacionais.

## O cálculo
Em termos matemáticos, em um dado ano o fator de impacto de um periódico é calculado como o número médio de citações dos artigos que foram publicados durante o biênio anterior. Por exemplo, o FI de um dado periódico em 2009 pode ser calculado como se segue:
- sendo A o número de vezes em que os artigos publicados em 2007 e 2008 foram citados por periódicos indexados durante 2009;
- sendo B o número total de "itens citáveis" publicados em 2007 e 2008 ("itens citáveis": geralmente artigos, revisões, resumos de congressos ou notas, não sendo computados editoriais ou cartas ao editor);
- então, o fator de impacto de 2009 = A/B.

Se no periódico em questão foram publicados 320 artigos científicos no biênio 2007-2008, e se no ano seguinte estes receberam 920 citações, seu fator de impacto em 2009 é 920/320 = 2,875.
Os fatores de impacto de 2009 são publicados em 2010 e, para tal, eles não podem ser calculados até que todas as publicações de 2009 tenham sido recebidas pela agência de indexação. Novos periódicos recebem seu respectivo FI apenas após dois anos de indexação. A contagem dos FI de anuários e publicações irregulares geralmente é afetada. O FI refere-se a um período específico de tempo; logo é possível calculá-lo para qualquer período desejado. O JCR inclui um FI de cinco anos. Também mostra uma listagem de periódicos por FI e, se desejado, por área ou disciplina.
O fator de impacto é usado para comparar diferentes periódicos de uma dada área. O sistema Web of Knowledge indexa 9 000 periódicos de 60 países das áreas de ciências sociais e ciências, sendo que os resultados estão todos disponíveis, porém não gratuitamente.

## Críticas
Existem críticas quanto ao uso do fator de impacto. Além do debate sobre a real utilidade da métrica das citações, a maioria das críticas é relacionada com a própria validade do fator de impacto (inclui-se aqui a auto-citação), sua possível manipulação e seu uso inadequado.[carece de fontes?] Outro aspecto criticado é o fato de os periódicos que publicam apenas artigos de revisão ou artigos originais e de revisão terem o fator de impacto maior do que os periódicos que publicam apenas artigos originais. Finalmente, fatores como o número de periódicos por área de conhecimento, a variação do número de referências por artigo em cada área, ou o regionalismo de algumas áreas e periódicos devem ser discutidos. Logo, diversos fatores devem ser considerados ao se interpretar o valor do FI de um dado periódico e utilizá-lo em avaliações de cientistas e instituições.